# ロケットライブ
『ロケットライブ』は、2012年10月17日から2013年3月20日までフジテレビ系列で毎週水曜日の24:40 - 25:10に放送されていた深夜バラエティ番組。

## 概要
当番組は、主に修行中の若手お笑い芸人の中から、将来有望な者たちを発掘することを主眼として番組でチャレンジ企画（外部ロケ）を行うと共に、番組内でネタライブを行うというもの。
また、司会にバラエティ番組登板の経験が少ない三人を起用して違和感だらけの雰囲気の中で放送する、実験的バラエティでもある。
毎週1組ないし2組のほぼ無名の若手芸人にネタとトークとロケをさせる番組構成で放送される。
2013年1月1日0:45 - 2:30（大晦日深夜）にはスペシャル番組が放送された。
2013年2月からは過去に出演したことがある芸人3組が出演し、3組続けてコントを披露し、その後司会者とのトークを挟み3組合同のロケ企画が行われる「ロケットドッキングライブ」が行われるようになった。
番組終了後、これまで出演した芸人の中からうしろシティ・プリマ旦那・デニス・ラブレターズ・ニューヨーク・カーニバルが選抜され、この6組が出演する後続番組『バチバチエレキテる』が2013年4月17日から9月18日まで放送された。

## 出演者

### 司会
- 秋元優里（フジテレビジョン・アナウンサー）
- 浜野謙太（ミュージシャン、SAKEROCKメンバー）
- マギー（ファッションモデル）

### 芸人
| - あげは（解散） - アルコ&ピース - あわよくば - ウエストランド - うしろシティ（解散） - カーニバル（解散） - かもめんたる - 劇団シリフリ（解散） - コーヒールンバ - さらば青春の光 | - 三四郎 - ジグザグジギー - シソンヌ - セバスチャン - ツィンテル（解散） - デニス - トット - 西村ヒロチョ - ニューヨーク - バンビーノ | - ビーフケーキ（解散） - プリマ旦那 - ベイビーギャング（解散） - ボーイフレンド（解散） - マンキンタン（解散） - モダンボーイズ（解散） - ラブレターズ - ワルステルダム（解散） |

## ネット局
| 放送対象地域   | 放送局             | 系列           | 放送日時           | 放送期間                       | 遅れ       |
| -------------- | ------------------ | -------------- | ------------------ | ------------------------------ | ---------- |
| 関東広域圏     | フジテレビ         | フジテレビ系列 | 水曜 24:40 - 25:10 | 2012年10月17日 - 2013年3月20日 | 制作局     |
| 北海道         | 北海道文化放送     | フジテレビ系列 | 水曜 24:40 - 25:10 | 2012年10月17日 - 2013年3月20日 | 同時ネット |
| 宮城県         | 仙台放送           | フジテレビ系列 | 水曜 24:40 - 25:10 | 2012年10月17日 - 2013年3月20日 | 同時ネット |
| 静岡県         | テレビ静岡         | フジテレビ系列 | 水曜 24:40 - 25:10 | 2012年10月17日 - 2013年3月20日 | 同時ネット |
| 岡山県・香川県 | 岡山放送           | フジテレビ系列 | 水曜 24:40 - 25:10 | 2012年10月17日 - 2013年3月20日 | 同時ネット |
| 鹿児島県       | 鹿児島テレビ       | フジテレビ系列 | 水曜 24:40 - 25:10 | 2012年10月17日 - 2013年3月20日 | 同時ネット |
| 長野県         | 長野放送           | フジテレビ系列 | 水曜 24:40 - 25:10 | 2012年10月31日 - 2013年3月20日 | 同時ネット |
| 近畿広域圏     | 関西テレビ         | フジテレビ系列 | 火曜 25:30 - 25:58 | 2012年10月23日 - 2013年4月16日 | 6日遅れ    |
| 広島県         | テレビ新広島       | フジテレビ系列 | 水曜 24:35 - 25:05 | 2012年10月24日 - 2013年3月27日 | 7日遅れ    |
| 高知県         | 高知さんさんテレビ | フジテレビ系列 | 水曜 24:35 - 25:05 | 2012年10月24日 - 2013年3月27日 | 7日遅れ    |
| 福島県         | 福島テレビ         | フジテレビ系列 | 水曜 24:40 - 25:10 | 2012年10月24日 - 2013年3月27日 | 7日遅れ    |
| 山形県         | さくらんぼテレビ   | フジテレビ系列 | 木曜 24:35 - 25:05 | 2012年10月25日 - 2013年3月28日 | 8日遅れ    |
| 新潟県         | 新潟総合テレビ     | フジテレビ系列 | 木曜 24:35 - 25:05 | 2012年10月25日 - 2013年3月28日 | 8日遅れ    |
| 福井県         | 福井テレビ         | フジテレビ系列 | 日曜 24:35 - 25:05 | 2012年10月28日 - 2013年3月24日 | 11日遅れ   |
| 秋田県         | 秋田テレビ         | フジテレビ系列 | 月曜 24:35 - 25:05 | 2012年10月29日 - 2013年4月1日  | 12日遅れ   |
| 佐賀県         | サガテレビ         | フジテレビ系列 | 水曜 24:35 - 25:05 | 2012年10月31日 - 2013年4月10日 | 14日遅れ   |
| 熊本県         | テレビくまもと     | フジテレビ系列 | 木曜 24:35 - 25:05 | 2012年11月1日 - 2013年3月28日  | 15日遅れ   |
| 岩手県         | 岩手めんこいテレビ | フジテレビ系列 | 木曜 24:40 - 25:10 | 2012年11月1日 - 2013年3月28日  | 15日遅れ   |
| 島根県・鳥取県 | 山陰中央テレビ     | フジテレビ系列 | 金曜 26:05 - 26:35 | 2012年11月2日 - 2013年3月29日  | 16日遅れ   |
| 長崎県         | テレビ長崎         | フジテレビ系列 | 月曜 24:45 - 25:15 | 2012年11月5日 - 2013年4月8日   | 19日遅れ   |
| 中京広域圏     | 東海テレビ         | フジテレビ系列 | 木曜 25:35 - 26:05 | 2012年11月15日 - 2013年4月18日 | 29日遅れ   |
| 富山県         | 富山テレビ         | フジテレビ系列 | 金曜 26:10 - 26:40 | 2012年11月16日 - 2013年4月13日 | 30日遅れ   |
| 沖縄県         | 沖縄テレビ         | フジテレビ系列 | 金曜 25:20 - 25:50 | 2013年2月8日 - 4月28日         | 114日遅れ  |

## スタッフ
- ナレーション：桐井大介
- 構成：渡辺真也、藤谷弥生、向田邦彦、はせがわ仏具店、狩野孝彦、浅井哲郎 / 渡辺陽介、平岡達哉、宮森亮（渡辺、平岡、宮森→元日SP時のみ）
- TD/SW：坂本淳一
- CAM：横山大輔
- VE：澤田将人
- AUD：元山拓巳
- 照明：安藤雄郎（FLT）
- 美術プロデューサー：桐山美千代
- 美術デザイン：寺本夏美
- ロゴデザイン：武田紗代子
- 美術進行：西嶋友里
- 大道具：浅見大、丸野彰久
- 装飾：門間誠
- アクリル装飾：堀内重彰
- 特殊装置：樋口真樹、佐藤智之
- CGデザイン：鈴木鉄平
- メイク：山田かつら
- スタイリスト：高橋めぐみ
- 編集：御代田祥一、神保和則
- MA：篠原正宏
- 音響効果：松長芳樹（Digital Circus）
- 技術協力：八峯テレビ
- 制作協力：MTG
- 編成：吉田寛生
- 広報：為永佐知男
- TK：楮本眞澄 / 高木美紀、海老沢康子（高木、海老沢→元日SP時のみ）
- デスク：市川亜季
- AP：山口ななえ
- ディレクター：相澤雄、永野博子、山田賢太郎、安部聖之、北山拓
- 制作プロデューサー：向井美科
- プロデューサー：飯村徹郎、緒方昌孝
- チーフプロデューサー：明松功
- 演出：日置祐貴
- 制作：フジテレビバラエティ制作センター
- 制作著作：フジテレビ